# Gisela av Schwaben
Gisela av Schwaben, född 11 november 989 eller 990, död 14 februari 1043, var en tysk-romersk kejsarinna; gift med Konrad II. Hon var politiskt aktiv. Gisela var arvtagare till hertigdömet Schwaben efter sin bror och kungadömet Burgund efter sin morbror, rättigheter som hon förde över på maken.

## Biografi
Gisela var dotter till Herman II av Schwaben och Gerberga av Burgund. Hon gifte sig 1002 med Brun I av Braunschweig, som avled 1010, och 1012 med hertig Ernst I av Schwaben. Efter sin andre makes död 1015 blev hon regent i hertigdöme Schwaben som förmyndare för sin son Ernst II. Hennes befogenheter som regent fråntogs henne, med hänvisning till att hon hade varit för nära släkt med maken, av kejsar Konrad II, som gifte sig med henne 1016/17.   
Gisela beskrivs som vacker och klok men högdragen och som ett komplement till sin make, vars regeringsplikter hon ska ha delat. Hon kröntes till drottning av Tyskland i Köln 1024, och tysk-romersk kejsarinna i Rom 1027. Gisela hade inflytande över statens affärer: hon deltog vid överläggningarna vid det kejserliga rådet vid flera tillfällen, och presiderade även vid kyrkliga synoder.

### Familj
Barn (med Konrad II, i tredje äktenskapet)
- Henrik III, född 1017 och död 1056
- Beatrix, cirka 1020-1034
- Mathilde, cirka 1025-1034